# Вернигор, Виктор Андреевич
Виктор Андреевич Вернигор (5 января 1930, с. Романовка, Кокпектинский район, Восточно-Казахстанская область — 2006) — ученый, доктор сельскохозяйственных наук (1969), профессор (1971), член-корреспондент ВАСХНИЛ (1978), академик НАН РК (1996).

## Биография
Окончил Алма-Атинский зооветеринарный институт (1952).
В 1952—1969 годы — аспирант, старший научный сотрудник, заместитель директора, заведующий отдела кормления Казахского научно-исследовательского института животноводства.
В 1969—1978 годы — директор Северного научно-исследовательского института животноводства.
В 1978—1993 годы — директор Казахского научно-исследовательского технологического института животноводства.
Научные труды посвящены технологии приготовления кормов. Первым в Казахстане разработал технологию приготовления комбинированного силоса из кормовой свеклы, тыквы, картофеля, топинамбура и др.
Награждён орденом Октябрьской революции, Трудового Красного Знамени и «Знак Почёта», медалями, 2 почётными грамотами Верховного Совета Казахской ССР.
Автор более 200 научных трудов, в том числе 28 книг и брошюр, из них 5 монографий. Имеет 2 авторских свидетельства на изобретения.

## Сочинения
- Силосование кормов, А.-А., 1964
- Консервирование кормов, А-А.-А., 1974;
- Производство и рациональное использование кормов, А,- А.. 1978;
- Новые приемы кормоприготопления в животноводстве, А., 1988.